# András Szente
András Szente (* 10. Dezember 1939 in Budapest; † 14. September 2012 in Florida, Vereinigte Staaten) war ein ungarischer Kanute.
Szente startete für Ferencváros Budapest und nahm an zwei Olympischen Spielen teil. In Rom gewann er 1960 im Einer-Kajak und Zweier-Kajak jeweils die Silbermedaille. 1964 wurde er Vierter im Vierer-Kajak. Auch bei Weltmeisterschaften errang er zwei Silbermedaillen (1958 im Vierer-Kajak, 1966 im Einer-Kajak).
Szente starb im Alter von 72 Jahren in den USA, wohin er nach dem Ende seiner sportlichen Karriere ausgewandert war.